# Jørgen Christian Sørensen
Jørgen Christian Sørensen (26. marts 1836 i Brøndbyvester – 1. marts 1915) var proprietær og politiker.
Han var søn af gårdejer Søren Jørgensen, var på ophold på Grundtvigs Højskole; fra 1857 Indehaver af sin nuværende ejendom; formand for Brøndbyvester Skyttekreds i 35 år, for Brøndbyvester Asyl (fra 1871); medlem af Københavns Amtsråd 1871; medlem af Landstinget 1891-1906, repræsentant i Kreditforeningen af Grundejere i de danske Østifter; medlem af Landvæsenskommissionen for Københavns Amtsrådsdistrikt fra 1874, af Ekspropriationskommissionen vedrørende Grundes Afståelse til Vandanlæg og af Vandafledningskommissionen samt formand for repræsentantskabet for Frederiksberg og Omegns Sparekasse fra 1894.